# Dumitru A. Cornelson
Dumitru A. Cornelson (n. 25 octombrie 1901, Târgu Neamț – d. 13 aprilie 1962, Iași) a fost un medic român, profesor de igienă la Facultatea de Medicină din Iași și director al Institutului de Igienă din același oraș între anii 1946-1962.

## Biografie
Dumitru A. Cornelson s-a născut în anul 1901 la Târgu Neamț într-o familie de intelectuali. A urmat cursurile liceale la Galați și cele universitare la Facultatea de Medicină din București unde obține titlul de „Doctor în medicină” în anul 1927. După o specializare în malariologie realizată în Franța și SUA (1927-1929) se întoarce în țară și, începând cu 1927 și până în anul 1946, desfășoară o activitate de cercetare la Institutul de Igienă din București concomitent cu o activitate didactică la Facultatea de Medicină. În 1946 este numit profesor la Catedra de Igienă a Facultății de Medicină din Iași, ocupând și postul de director al Institutului de Igienă din același oraș, funcții pe care le va ocupa până la încetarea din viață (1962).
Dumitru A. Cornelson a făcut parte din Comisia de malarie organizată de academicianul Mihai Ciucă, contribuind la studiul, combaterea și eradicarea malariei în România. A reorganizat activitatea Institutului de Igienă din Iași, contribuind la toate acțiunile de combaterea a unor boli transmisibile în Moldova precum tifosul exantematic, febra recurentă, febra tifoidă, poliomielita, etc. Alături de profesorul Paul Pruteanu a contribuit la formarea studenților și cadrelor de specialitate în domeniile igienei, medicinei preventiva și sănătății publice. Profesorul Cornelson a fost președintele Secției de igienă și sănătate publică a Societății de Medici și Naturaliști.

## Distincții
- Medalia Muncii (14 septembrie 1953)[3]